# Judenhof

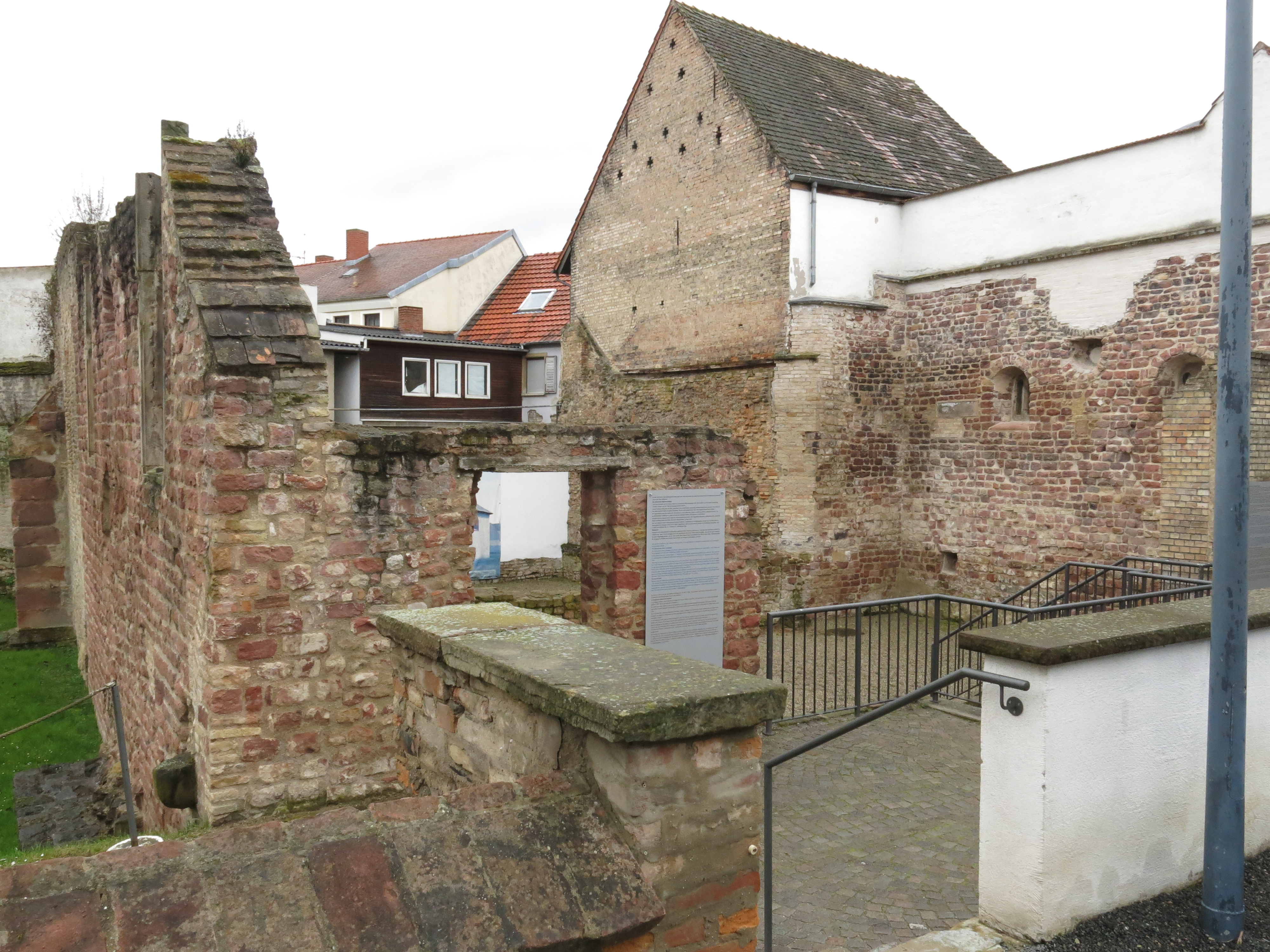
Resti della scuola femminile (sullo sfondo) e della sinagoga (in primo piano)

Lo Judenhof di Spira era la zona centrale del quartiere ebraico medievale di Spira ed era sede della sinagoga con una scuola femminile, il cortile della sinagoga e la yeshivah, nonché il più antico mikveh, il bagno rituale ad immersione degli ebrei. La sinagoga fu costruita intorno al 1100 e la scuola femminile fu aggiunta poco dopo. Anche il mikvah risale a questo periodo. L'area non fu più utilizzata dopo il 1534 e cadde in rovina. La nuova sinagoga di Spira, sulla Maximilianstrasse, costruita nel 1837, fu distrutta durante la Notte dei cristalli del 1938. Il Judenhof con la sua scuola femminile, la vecchia sinagoga e il mikveh è stato dichiarato patrimonio dell'umanità dall'UNESCO sotto la denominazione di Siti SchUM di Spira, Worms e Magonza.

## Edifici

### Sinagoga
Gli imponenti resti della sinagoga medievale di Spira si trovano al centro del parco dello Judenhof. Fu inaugurata nel 1104. Le mura di cinta dell'edificio, concepito come un'aula, sono state parzialmente conservate, rendendola così la sinagoga meglio conservata dell'inizio del XII secolo in Europa. È anche considerato il primo esempio sopravvissuto di una sinagoga del suo design (sala), che è stata considerata un esempio dagli ebrei Aschenaziti per secoli.

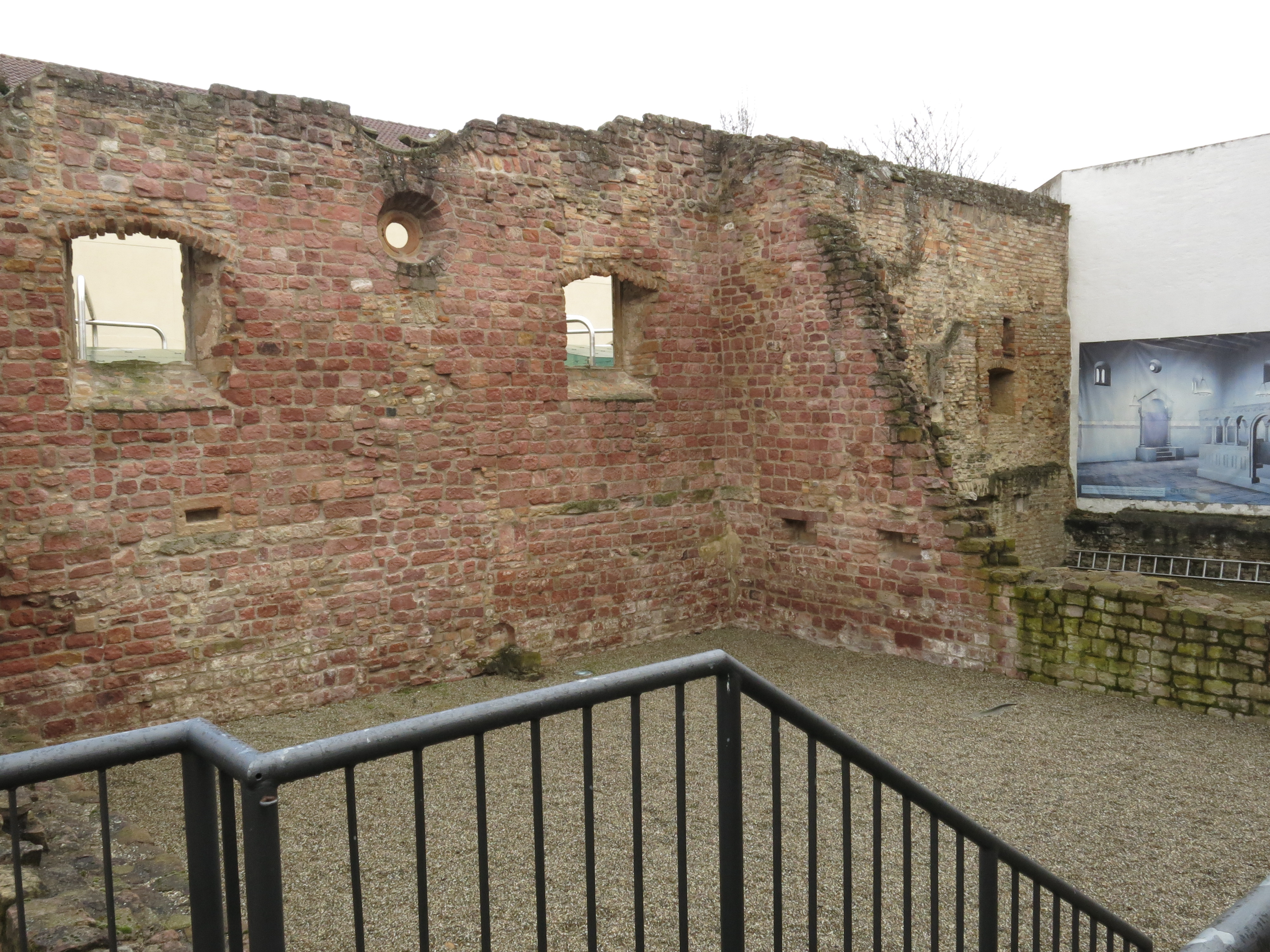
Muro perimetrale interno della sinagoga

Una traccia di incendio nei reperti edilizi è associata al pogrom, documentato, del 1196 nel corso della crociata di Enrico VI. Si presume che la sinagoga venne ricostruita intorno al 1200. Di questo periodo si sono conservate due finestre ad arco della parete ovest. Rimasero fino al 1899 quando furono esposte nel Museo Storico del Palatinato. Durante il periodo gotico, due finestre nella parete est furono sostituite da altre più grandi. Si è conservato anche uno degli oculi installati su entrambi i lati del frontone. La sinagoga era presumibilmente intonacata all'esterno, ciò è indicato da piccoli residui di intonaco sulle pareti esterne.
Sulla parete est della sinagoga, verso il mikveh, fu costruita una yeshiva, una casa di insegnamento. La costruzione risale alla prima metà del XIV secolo e si presentava come un "edificio quadrato" con volte a crociera. Dalla metà del XVI secolo, dopo che a Spira non esisteva più una comunità ebraica, l'edificio rimase inutilizzato, fu parzialmente demolito e, più tardi, distrutto da un grande incendio cittadino nel 1689. La yeshiva esiste oggi come monumento e nella parete est della sinagoga ci sono ancora riferimenti della sua estensione.

### Scuola femminile
La sinagoga femminile, nota anche come scuola femminile, fu aggiunta a sud di quella maschile intorno al 1250. 40 anni prima, a Worms era stata costruita la prima sinagoga femminile: la comunità ebraica di Spira seguì questo esempio per la costruzione della scuola femminile. Allo stesso tempo, la comunità rinnovò l'interno della sinagoga in stile gotico. Vennero inserite sei feritoie di ascolto, alcune delle quali ancora oggi visibili, nella parete sud di fronte alla scuola femminile in modo che le donne della stanza attigua potessero ascoltare il servizio e adattare le proprie preghiere e i canti. Era un edificio a sala. All'interno vi erano panchine in pietra sulle pareti nord, sud ed est, mentre gli ingressi, oggi non più conservati, erano nella parete ovest. Ulteriori informazioni sull'aspetto interno sono supposizioni, ma nel XIV secolo l'interno venne trasformato a due navate con quattro campate.

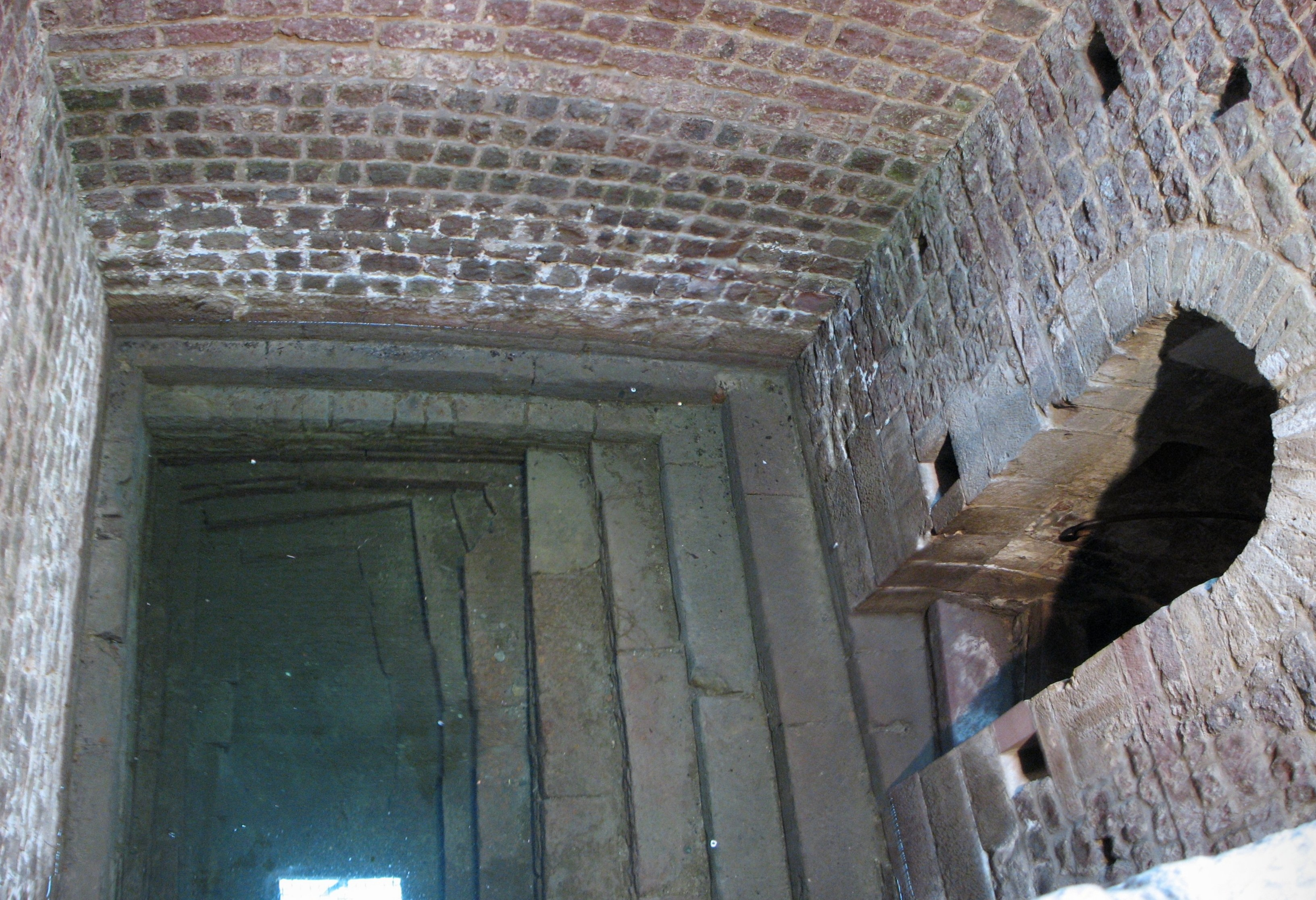
Bacino del mikveh medievale del 1126 a Spira

### Mikveh

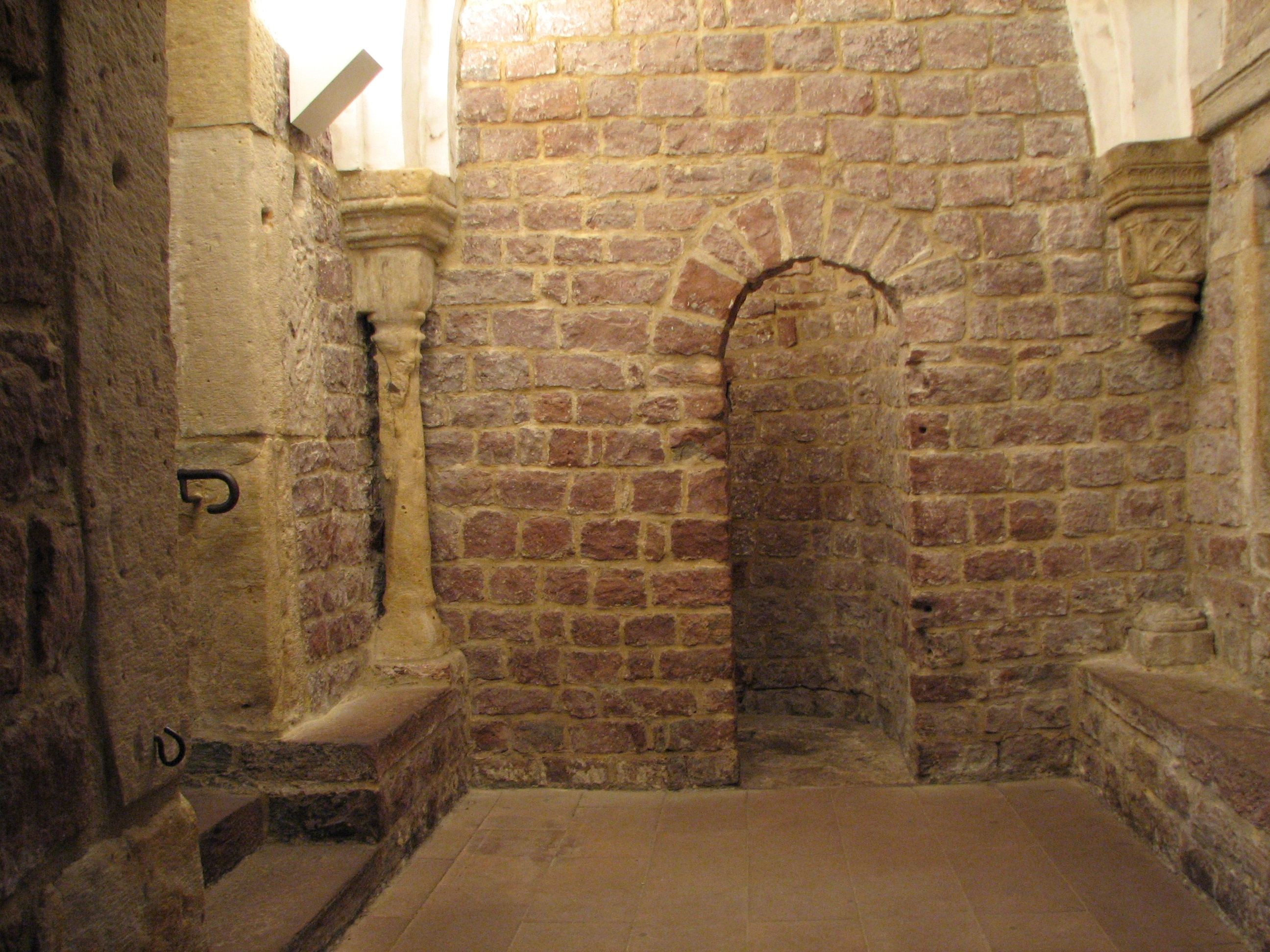
Spogliatoio

Ad est delle mura della sinagoga si trova il bagno rituale ebraico, costruito intorno al 1110/1120. É profondo circa 11 metri ed ha una superficie di quasi 3 m2. Scendendo, un portale romanico immette in un'anticamera con panca in pietra, che avrebbe potuto fungere da spogliatoio. L'anticamera è dominata da graziose colonne e da una bifora. Sulla sinistra è una stanza a nicchia che ha anche una piccola panchina. La nicchia, conosciuta colloquialmente come “ripostiglio”, può aver avuto varie funzioni, ad esempio per cambiarsi i vestiti o per riporre gli asciugamani. Un'altra scala scende dalla piattaforma al bacino d'acqua. L'architettura del mikveh si basa sullo stile architettonico romanico prevalente all'epoca: “I gioielli nel camerino erano ricchi, di buon gusto e alternati, in linea con lo stile romanico al momento del suo massimo splendore.“ Il mikvah monumentalizza e coreografa l'atto di purificazione del culto, anche in risposta al crescente bisogno di purezza del culto per uomini e donne nelle comunità ShUM dopo i pogrom della crociata. Questa messa in scena della purezza spirituale avviene attraverso il design elaborato con la scala allungata, la piattaforma e i pilastri e la doppia finestra, nonché l'interno sontuoso. Ciò sottolinea anche lo status precedente della comunità. Fino al XX secolo, i bagni rituali erano una parte significativa della vita comunitaria: nessuna comunità poteva esistere senza un mikveh, era più importante della sinagoga stessa. Il mikvah di Spira divenne il modello di bagno rituale, che fu poi costruito a Worms su scala leggermente più piccola.

### Cortile della sinagoga
Il cortile della sinagoga era stato costruito sulla parete nord della stessa. Oggi è archeologicamente comprensibile. Fungeva da luogo di incontro e fu aggiunto intorno al 1200.

### Yeshivah
La yeshivah, il luogo dell'insegnamento e dell'apprendimento, è stata conservata come monumento. Confina con il cortile della sinagoga e la sinagoga stessa a est ed era indipendente su tre lati. La yeshiva risale alla prima metà del XIV secolo ed è quindi uno dei primi edifici indipendenti in questa funzione. È esistito come monumento dal grande incendio della città durante la Guerra di Successione del Palatinato.

## Oggi
Il Judenhof è stato archeologicamente sviluppato e ridisegnato nel 1998/1999. Il sito e il museo sono gestiti dall'Ufficio del turismo di Spira. Ne fa parte anche il museo SchPIRA. A partire dal 2004, è stata lanciata un'iniziativa, da diversi politici a livello locale e statale, con l'obiettivo di inserire il patrimonio materiale delle città ShUM nella lista del patrimonio dell'umanità dell'UNESCO. Il 27 luglio 2021, l'UNESCO ha designato il Judenhof di Spira come parte dei siti ShUM.